# Hell on Earth 2006
Hell on Earth 2006 is aflevering 150 (#1011) van de animatieserie South Park. In Amerika werd deze aflevering voor het eerst uitgezonden op 25 oktober 2006.
"Hell on Earth 2006" draait om het Halloween-feest dat Satan organiseert en is een parodie op het MTV-programma My Super Sweet 16.

## Plot
Satan wil voor zijn verjaardag een groot Halloween-feest organiseren. Iedereen die binnen wil komen moet een blauw polsbandje hebben en gekostumeerd komen. Om het extra bijzonder te maken laat hij een taart in de vorm van een Ferrari maken, die hij laat ophalen door de 3 criminelen Ted Bundy, Jeffrey Dahmer en John Wayne Gacy. Het feest moet het beste feest ooit worden en wie niet komt is een loser, aldus Satan. Ook een groep geestelijken van de rooms-katholieke kerk wil bij het feest zijn, wat een van de subplots is tijdens de aflevering.
Ondertussen belandt Biggie Smalls in Butters' kamer, als die Smalls' naam 3 keer noemt voor de spiegel. Smalls wil echter ook naar het feest en eist dan ook dat Butters hem helpt daar te komen. De twee zitten op het vliegtuig naar Los Angeles, maar dan verdwijnt Smalls weer om bij de jongens te verschijnen. Ook andere mensen voeren die avond het ritueel uit en Biggie Smalls wisselt dan ook regelmatig van locatie.
De 3 criminelen zijn op een Three Stooges-achtige wijze bezig met het ophalen van de Ferraritaart, maar dit mislukt en de taart stort neer op de grond. Ter vervanging wordt er een Acura-taart geregeld, tot Satans grote woede. Hij roept dat het feest allemaal om hém gaat. Als hij ziet hoe de bezoekers reageren en wat hij gedaan heeft, realiseert hij zich dat hij al nét zo erg is als de meisjes bij My Super Sweet 16. Vervolgens laat hij iedereen binnen - polsbandje of niet. Aan het einde van de aflevering is te zien hoe iedereen aan het dansen is op het feest - inclusief de geestelijken, Biggie Smalls en Butters.

## Trivia
- Op het Halloweenfeest van Satan verschijnt Steve Irwin met de pijlstaartrog die hem had gedood nog in zijn borst. Satan vermaant hem en zegt dat dit niet cool is, om zo vlak na Steve Irwins dood verkleed als Steve Irwin op het feest te komen. Als Steve Irwin zegt dat hij werkelijk Steve Irwin is, wordt hij verwijderd wegens het niet dragen van een kostuum. Een vriend van Irwin heeft aangegeven dat zijn naasten dit onnodig grof vonden.